# Andressa Cavalari Machry
Andressa Cavalari Machry, conosciuta semplicemente come Andressa o Andressinha (Roque Gonzales, 1º maggio 1995), è una calciatrice brasiliana, centrocampista del Palmeiras e della nazionale brasiliana.

## Palmarès

### Club

#### Competizioni interstatali
- Campeonato catarinense femminile: 5

Kindermann: 2010, 2011, 2012, 2013, 2014

#### Competizioni internazionali
- Coppa Libertadores: 1

Palmeiras: 2022

### Nazionale
- Coppa America: 2

2014, 2018
- Giochi panamericani: 1

Canada 2015
- Campionato sudamericano femminile Under 17 di calcio: 1

2010